# Vasko Atanasovski

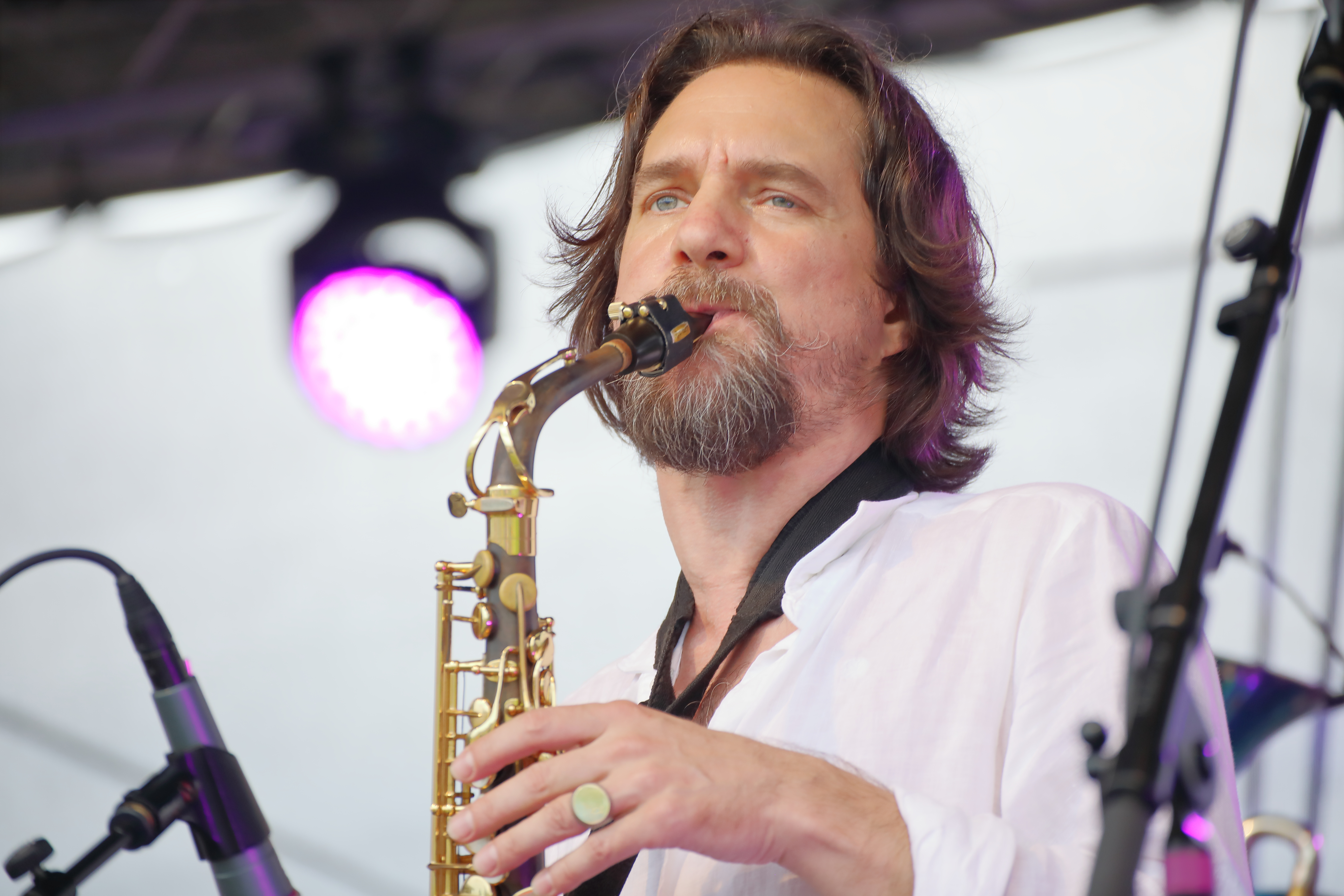
Vasko Atanasovski (2020)

Vasko Atanasovski (* 16. Februar 1977 in Maribor) ist ein slowenischer Jazzmusiker (Sopran-, Alt- und Baritonsaxophon, Flöten, Komposition).

## Leben und Wirken
Atanasovski gewann 1990 den ersten Preis beim Wettbewerb junger Saxophonisten der damaligen SFR Jugoslawien. Im Alter von siebzehn Jahren begann er, professionell als Musiker zu arbeiten und bei Tanz- und Theaterprojekten mitzuwirken. 1996 schloss er sich dem Jazzensemble Quatebriga an.
Seit 1997 widmet Atanasovski sich hauptsächlich seinen eigenen Produktionen, so war er Gründer und Mitbegründer vieler Musikgruppen und Projekte wie The Open trio, Trio Bahur, Kozica, Vasko Atanasovski iMPRODooM. Regelmäßig präsentierte er bei Konzerten Musiker wie Carlo Rizzo, Anthony Coleman, Simone Zanchini, Antonio Marangolo oder Michael Jefry Stevens. Er wurde bekannt für seine genreübergreifende Zusammenarbeit mit Jazz-, Rock-, Klassik- und Folk-Musikern wie Marc Ribot, Tommy Emmanuel, Glen Velez, Greg Cohen, Tamara Obrovac, Hindi Zahra, Zoltán Lantos, Bratko Bibič, Xu Fengxia, Krunoslav Levačić, Ewald Oberleitner, Han Bennink und mit Formationen wie Living Colour, Carmina Slovenica, Festine Orchestra. Er arbeitete mehrfach als Solist des Orchesters der Mailänder Scala. Mit dem mazedonischen Gitarristen Vlatko Stefanovski und einem Kammerorchester arbeitete er im Projekt Fire and Ice. Zu seinem Trio Vasco3 gehören Dejan Lapanja und Marjan Stanić. Mit Simone Zanchini, Michel Godard und Bodek Janke bildete er sein Adrabeska Quartet.
Atanasovski gastierte bei zahlreichen europäischen Festivals; er tourte in Europa, Indien, China, Lateinamerika und New York. Bis 2021 hat er 15 Alben veröffentlicht. Kompositionen von ihn haben weiterhin Eingang in die Welt des Theaters bzw. Puppenspiels und des Tanzes sowie in das Repertoire von Solisten, Ensembles und Chören gefunden. 2016 erhielt er den Orpheus-Preis für das beste Jazzalbum in Italien.

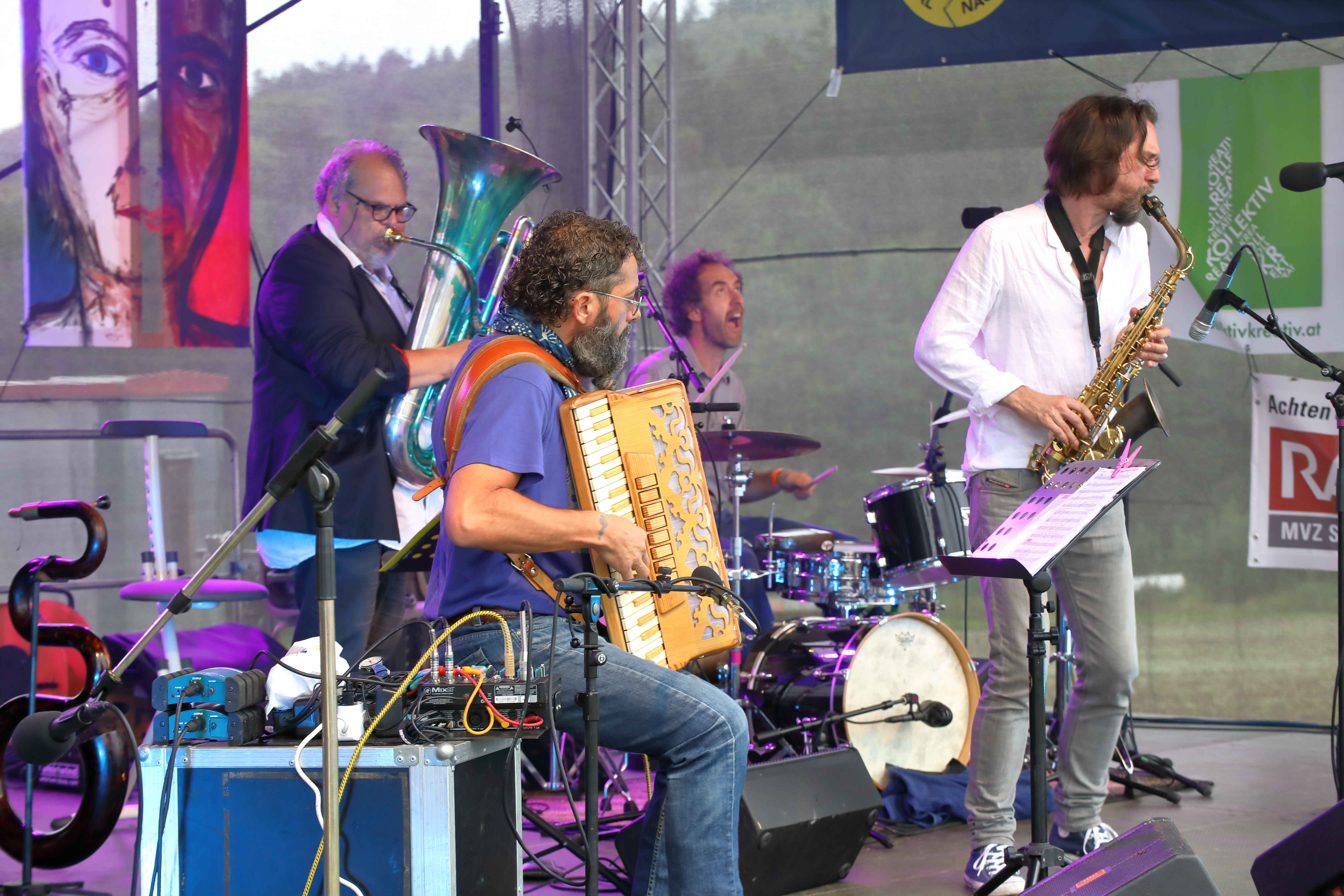
Vasko Atanasovski (rechts) mit dem Adrabeska Quartet auf dem INNtöne Jazzfestival 2020

## Diskographische Hinweise
- Vasko Atanasovski & Miran Stergulec Spev nad mestom (1998)
- Vasko Atanasovski Quartet: Vrocinska roza/Heat Flower, (Extraplatte 2002),
- Atanasovski-Berden-Bartoli trio: Suite de passion (Goga 2003)
- Atanasovski-Golob-Levačić Trio: Attic Dance (Jazz & Blues 2007)
- Bohemia (Racman 2009)
- Vasco3: Come to Me (Celinka 2012)
- Adrabeska Quartet: Phoenix (Moonjune 2020)